# Satyajit Ray
Satyajit Ray (tiếng Bengal: সত্যজিত রায় or সত্যজিৎ রায় Shottojit Raeⓘ) (2 tháng 5 năm 1921 – 23 tháng 4 năm 1992) là nhà làm phim tiếng Bengali nổi tiếng của Ấn Độ. Ông được xem là tác giả phim hạng nhất của thế kỷ 20. Ông sinh tại thành phố Calcutta trong gia đình nhiều truyền thống văn hóa nghệ thuật Bengali. Trong thời gian đầu cuộc đời, Ray diễn xuất cho quảng cáo thương mãi nhưng mau chóng học hỏi về ngành làm phim độc lập khi gặp được nhà làm phim người Pháp Jean Renoir và xem bộ phim tân thực tế của Ý của Vittorio De Sica là Bicycle Thieves (1948) trong một chuyến thăm đến London.
Ray đã đạo diễn 36 phim, bao gồm phim truyện, phim tài liệu và phim ngắn. Ông cũng là một nhà văn viễn tưởng, nhà xuất bản, họa sĩ minh họa, nhà thư pháp, nhà soạn nhạc, nhà thiết kế đồ họa và nhà phê bình phim. Ông là tác giả của một số truyện ngắn và tiểu thuyết, chủ yếu dành cho trẻ nhỏ và thanh thiếu niên. Feluda, kẻ giết người và Giáo sư Shonku, nhà khoa học trong những câu chuyện khoa học viễn tưởng của ông, là những nhân vật hư cấu phổ biến do ông tạo ra. Ông đã được Đại học Oxford trao bằng danh dự.
Bộ phim đầu tiên của Ray, Pather Panchali (1955), đã giành được 11 giải thưởng quốc tế, trong đó có giải Tài liệu con người xuất sắc nhất khai mạc tại Liên hoan phim Cannes 1956. Bộ phim này cùng với Aparajito (1956) và Apur Sansar (The World of Apu) (1959), tạo thành The Apu Trilogy . Ray đã viết kịch bản, tuyển diễn viên, chấm điểm và biên tập, đồng thời thiết kế tiêu đề tín dụng và tài liệu công khai của riêng mình. Ray đã nhận được nhiều giải thưởng lớn trong sự nghiệp của mình, bao gồm 32 Giải thưởng Điện ảnh Quốc gia Ấn Độ, 1 giải Sư tử vàng, 1 giải Gấu vàng, 2 giải Gấu bạc, một số giải thưởng phụ tại các liên hoan phim và lễ trao giải quốc tế, và Giải thưởng danh dự của Viện hàn lâm năm 1992. Chính phủ Ấn Độ đã vinh danh ông với Bharat Ratna, giải thưởng dân sự cao quý nhất, vào năm 1992. Ray đã nhận được nhiều giải thưởng đáng chú ý và có được một vị trí danh giá trong suốt cuộc đời của mình.

## Tiểu sử

### Dòng dõi
Tổ tiên của Satyajit Ray có thể được bắt nguồn từ ít nhất mười thế hệ. Gia đình của ông đã có được cái tên 'Ray' (ban đầu là 'Rai') từ Mughals. Mặc dù họ là những Kayasthas của Bengali, những người Rays là ' Vaishnavas ' (những người thờ thần Vishnu) như chống lại những Kayasthas người Bengali đa số là ' Shaktos ' (những người thờ cúng Shakti hoặc Shiva).
Theo lịch sử của gia đình Ray, một trong những tổ tiên của họ, Shri Ramsunder Deo (Deb), là người làng Chakdah ở quận Nadia của Tây Bengal, Ấn Độ ngày nay. Để tìm kiếm tài sản, ông đã di cư đến Sherpur ở Đông Bengal. Ở đó, anh gặp Raja Gunichandra, zamindar của Jashodal, tại ngôi nhà zamindar của Sherpur. Vua Gunichandra ngay lập tức bị ấn tượng bởi vẻ ngoài xinh đẹp và trí tuệ sắc sảo của Ramsunder và đã đưa Ramsunder về dinh thự của mình. Ông ta bắt Ramsunder làm con rể của mình và cấp cho anh ta một số tài sản ở Jashodal. Từ đó trở đi Ramsunder bắt đầu sống ở Jashodal. Con cháu của ông di cư từ đó và định cư tại làng Masua ở Katiadi upazila của quận Kishoreganj.
Ông nội của Satyajit Ray, Upendrakishore Ray, là một nhà văn, họa sĩ minh họa, nhà triết học, nhà xuất bản, nhà thiên văn nghiệp dư, và là người lãnh đạo của Brahmo Samaj, một phong trào xã hội và tôn giáo ở Bengal thế kỷ 19. Ông cũng thành lập một xưởng in mang tên U. Ray and Sons, nơi tạo nên bối cảnh quan trọng cho cuộc đời Satyajit. Sukumar Ray, con trai của Upendrakishore và là cha của Satyajit, là một họa sĩ minh họa, nhà phê bình và là nhà văn tiếng Bengali tiên phong về văn vần vô nghĩa (Abol Tabol) và văn học thiếu nhi.

### Tuổi thơ

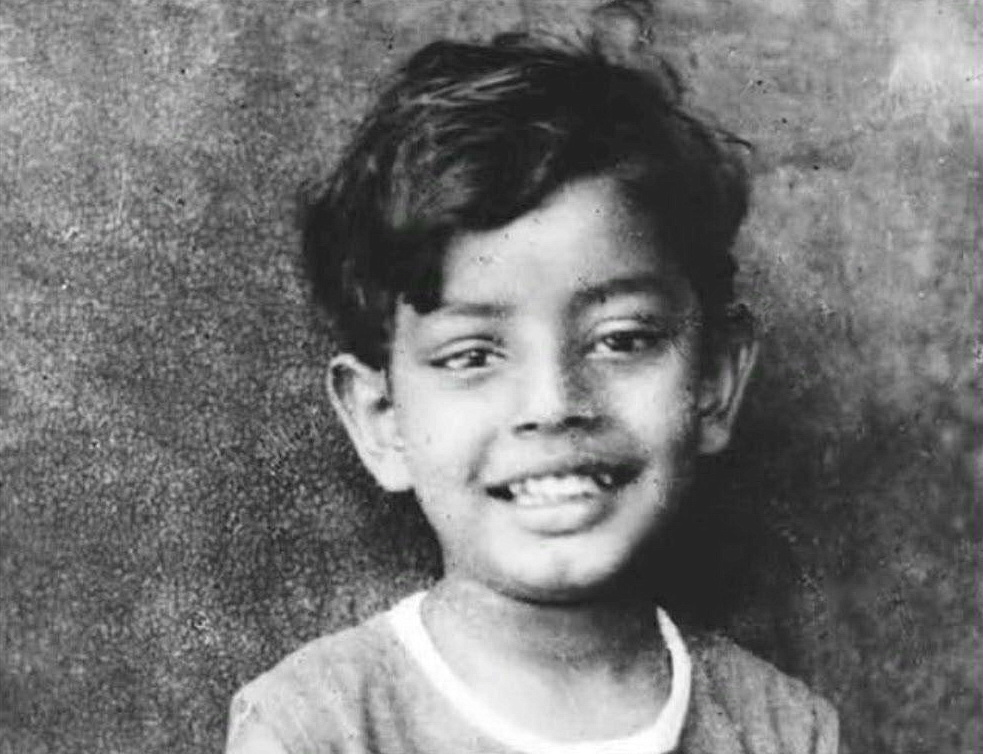
Satyajit Ray khi còn nhỏ

Satyajit Ray sinh ra với cha mẹ là Sukumar và Suprabha Ray ở Calcutta (nay là Kolkata). Sukumar qua đời khi Satyajit mới lên ba, và gia đình sống sót nhờ thu nhập ít ỏi của Suprabha Ray. Ray học tại trường trung học chính phủ Ballygunge ở Calcutta, và hoàn thành cử nhân kinh tế tại trường Presidency College, Calcutta (sau đó liên kết với Đại học Calcutta), mặc dù sở thích của anh luôn dành cho mỹ thuật.
Năm 1940, mẹ ông khăng khăng yêu cầu ông theo học tại Đại học Visva-Bharati ở Santiniketan, do Rabindranath Tagore thành lập. Ray đã miễn cưỡng đi, vì tình yêu của ông với Calcutta và sự coi thường đối với đời sống trí thức ở Santiniketan. Sự thuyết phục của mẹ anh và sự tôn trọng của ông dành cho Tagore cuối cùng đã thuyết phục ông thử nghiệm. Ở Santiniketan, Ray đánh giá cao nghệ thuật phương Đông. Sau đó, ông thừa nhận rằng ông đã học được nhiều điều từ các họa sĩ nổi tiếng Nandalal Bose  và Benode Behari Mukherjee. Sau đó, ông đã sản xuất một bộ phim tài liệu, The Inner Eye, về Mukherjee. Những chuyến thăm của ông đến Ajanta, Ellora và Elephanta đã kích thích sự ngưỡng mộ của ông đối với nghệ thuật Ấn Độ.

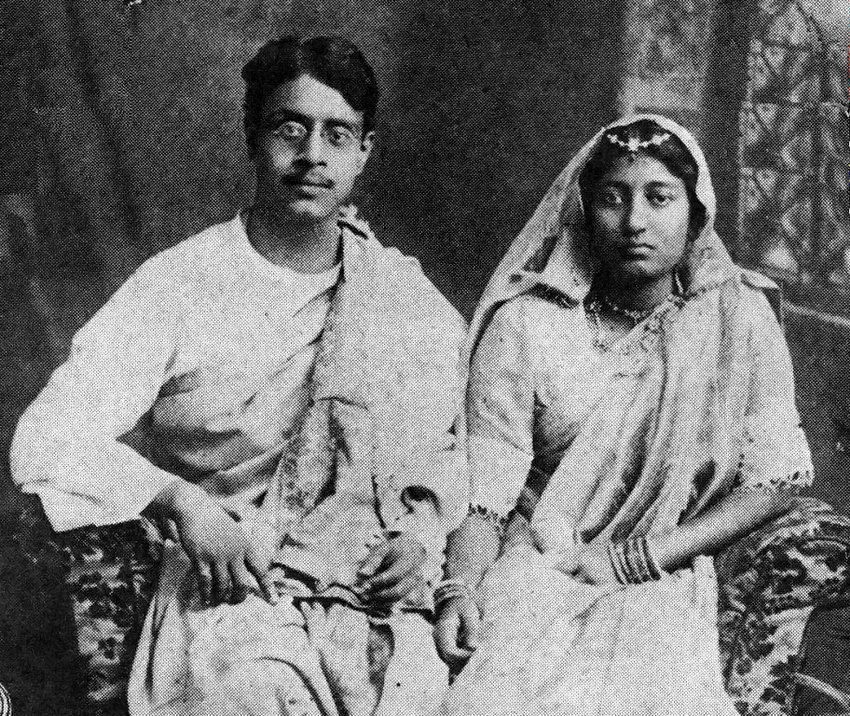
Sukumar Ray và Suprabha Ray, cha mẹ của Satyajit Ray (1914)

Năm 1943, Ray bắt đầu làm việc tại DJ Keymer, một công ty quảng cáo do Anh điều hành, với tư cách là "người trực quan trẻ em", kiếm được 80 rupee một tháng. Mặc dù ông thích thiết kế trực quan (thiết kế đồ họa) và hầu như được đối xử tốt, nhưng giữa nhân viên người Anh và người Ấn của công ty đã có căng thẳng. Người Anh được trả lương cao hơn, và Ray cảm thấy rằng "khách hàng nói chung là ngu ngốc."  Sau đó, Ray làm việc cho Signet Press, một nhà xuất bản mới do DK Gupta thành lập. Gupta yêu cầu Ray thiết kế bìa cho những cuốn sách được Signet Press xuất bản và cho anh hoàn toàn tự do nghệ thuật. Ray đã thiết kế bìa cho nhiều cuốn sách, bao gồm Banalata Sen của Jibanananda Das và Rupasi Bangla, Bibhutibhushan Bandyopadhyay của Chander Pahar, Jim Corbett 's Maneaters of Kumaon và Jawaharlal Nehru's Discovery of India. Anh đã làm việc trên phiên bản dành cho trẻ em của Pather Panchali, một tiểu thuyết kinh điển của người Bengali của Bibhutibhushan Bandyopadhyay, được đổi tên thành Aam Antir Bhepu (Chiếc còi hạt xoài). Thiết kế bìa và minh họa cho cuốn sách, Ray đã bị ảnh hưởng sâu sắc bởi tác phẩm. Ông đã sử dụng nó làm chủ đề cho bộ phim đầu tiên của mình và lấy các hình minh họa của mình làm cảnh quay trong bộ phim đột phá của mình.
Cùng với Chidananda Dasgupta và những người khác, Ray thành lập Hiệp hội Điện ảnh Calcutta vào năm 1947. Họ đã chiếu nhiều phim nước ngoài, trong đó có nhiều phim Ray đã xem và nghiên cứu nghiêm túc. Anh kết bạn với các GIs của Mỹ đóng tại Calcutta trong Thế chiến thứ hai, những người đã giúp anh thông báo về những bộ phim mới nhất của Mỹ đang chiếu tại thành phố. Anh quen một nhân viên RAF, Norman Clare, người có chung niềm đam mê với phim, cờ vua và nhạc cổ điển phương Tây của Ray.
Năm 1949, Ray kết hôn với Bijoya Das, người em họ con cô con bác và là người yêu lâu năm của ông. Cặp đôi có một con trai, Sandip Ray, hiện là đạo diễn phim. Cùng năm, đạo diễn người Pháp Jean Renoir đến Calcutta để quay bộ phim The River . Ray đã giúp anh ta tìm các địa điểm ở nông thôn. Ray nói với Renoir về ý tưởng quay phim Pather Panchali mà anh đã nghĩ đến từ lâu, và Renoir đã khuyến khích anh tham gia dự án. Năm 1950, DJ Keymer cử Ray đến London để làm việc tại văn phòng trụ sở chính. Trong sáu tháng ở London, Ray đã xem 99 bộ phim. Trong số các phim này có một phim  có một tác động sâu sắc đến ông là phim neorealist Ladri di biciclette (Kẻ trộm xe đạp) (1948) của Vittorio De Sica. Ray sau đó nói rằng ông ra khỏi rạp với quyết tâm trở thành một nhà sản xuất phim.

## Sự nghiệp

### Những năm Apu (1950–59)

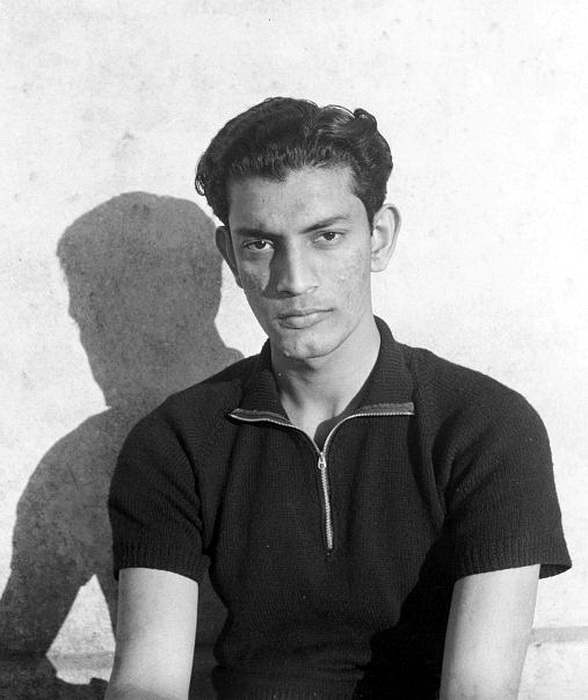
Ray khi 22 tuổi ở Santiniketan

Ray quyết định sử dụng Pather Panchali (1928), tác phẩm Bildungsroman kinh điển của văn học Bengali, làm nền tảng cho bộ phim đầu tiên của mình. Pather Panchali là một cuốn tiểu thuyết bán tự truyện mô tả quá trình trưởng thành của Apu, một cậu bé ở một ngôi làng Bengal.
Ray đã tập hợp một đội ngũ ít kinh nghiệm, mặc dù cả người quay phim Subrata Mitra và đạo diễn nghệ thuật Bansi Chandragupta đều đạt được sự hoan nghênh nhiệt liệt. Dàn diễn viên chủ yếu gồm các diễn viên nghiệp dư. Sau những nỗ lực thuyết phục nhiều nhà sản xuất bỏ ra số tiền cần thiết cho dự án không thành công, Ray bắt đầu quay vào cuối năm 1952 bằng tiền tiết kiệm cá nhân của mình và hy vọng sẽ huy động được nhiều tiền hơn khi có một số cảnh quay, nhưng không thành công theo điều kiện của mình. Kết quả là Ray đã quay Pather Panchali trong hơn hai năm rưỡi, một khoảng thời gian dài bất thường, dựa trên thời điểm ông hoặc giám đốc sản xuất Anil Chowdhury của anh ta có thể huy động thêm tiền tài trợ. Ray từ chối tiền tài trợ từ những nguồn muốn thay đổi kịch bản hoặc giám sát sản xuất. Ray cũng bỏ qua lời khuyên từ chính phủ để kết hợp một cái kết có hậu, nhưng ông đã nhận được đủ tài trợ cho phép ông hoàn thành bộ phim. Ray đã chiếu một đoạn đầu phim cho đạo diễn người Mỹ John Huston, người đang ở Ấn Độ để dò tìm các địa điểm cho The Man Who Will Be King . Phân đoạn là viễn cảnh mà Apu và em gái của anh có về chuyến tàu chạy qua vùng nông thôn, phân cảnh duy nhất mà Ray chưa quay do kinh phí quá nhỏ. Huston thông báo cho Monroe Wheeler tại Bảo tàng Nghệ thuật Hiện đại New York (MOMA) rằng một tài năng lớn đang xuất hiện.
Với khoản vay từ chính phủ Tây Bengal, Ray cuối cùng đã hoàn thành bộ phim. Nó được phát hành vào năm 1955 với thành công lớn và phổ biến. Nó đã giành được nhiều giải thưởng và hoạt động lâu dài ở cả Ấn Độ và nước ngoài. Ở Ấn Độ, phản ứng nhiệt tình về bộ phim; Tờ Times of India viết rằng "Thật vô lý khi so sánh nó với bất kỳ nền điện ảnh Ấn Độ nào khác [. . . ] Pather Panchali là điện ảnh thuần túy. "  Tại Vương quốc Anh, Lindsay Anderson đã viết một bài phê bình rực rỡ về bộ phim. Nhưng, phản ứng không đồng nhất dương tính. Sau khi xem bộ phim, François Truffaut được cho là đã nói: "Tôi không muốn xem một bộ phim về những người nông dân dùng tay ăn". Bosley Crowther, khi đó là nhà phê bình có ảnh hưởng nhất của The New York Times, đã viết một bài phê bình gay gắt về bộ phim. Nhà phân phối người Mỹ Ed Harrison lo lắng đánh giá của Crowther sẽ làm mất lòng khán giả, nhưng bộ phim đã có một thời gian dài đặc biệt khi phát hành tại Hoa Kỳ. Một bộ phim vẫn được sử dụng trên áp phích ban đầu cho bộ phim được giới thiệu trong The Family of Man, triển lãm của Bảo tàng Nghệ thuật Hiện đại đã được 9 triệu khách đến xem. Đó là một cảnh quay ở góc thấp về người anh hùng Apu được em gái Durga chải tóc và tôn thờ mẹ Sarbojaya. Trong số mười ba hình ảnh mà triển lãm mô tả Ấn Độ, đây là bức duy nhất do một nhiếp ảnh gia Ấn Độ thực hiện. Người phụ trách Edward Steichen đã ghi nó cho Ray, nhưng vì Ray không được biết đến là một nhiếp ảnh gia, nên có khả năng tác giả của bức ảnh này, của một cảnh do Ray đạo diễn, là nhà quay phim của bộ phim, Subrata Mitra.
Sự nghiệp quốc tế của Ray bắt đầu một cách nghiêm túc sau thành công của bộ phim tiếp theo, Aparajito (The Unvanquished ). Bộ phim này cho thấy cuộc đấu tranh vĩnh viễn giữa tham vọng của một chàng trai trẻ, Apu và người mẹ yêu thương anh ta. Các nhà phê bình như Mrinal Sen và Ritwik Ghatak xếp nó cao hơn bộ phim đầu tiên của Ray. Aparajito đã giành được giải Sư tử vàng tại Liên hoan phim Venice, mang lại cho Ray sự hoan nghênh đáng kể. Trước khi hoàn thành The Apu Trilogy, Ray đã đạo diễn và phát hành hai bộ phim khác: truyện tranh Parash Pathar (Hòn đá phù thủy ), và Jalsaghar (Căn phòng âm nhạc ), một bộ phim về sự suy đồi của người Zamindars, được coi là một trong những tác phẩm quan trọng nhất của ông.
Trong khi làm Aparajito, Ray đã không lên kế hoạch cho một bộ ba phim, nhưng sau khi được hỏi về ý tưởng làm phim này ở Venice, ý tưởng này đã được ông quan tâm. Ông đã hoàn thành phần cuối cùng của bộ ba, Apur Sansar (Thế giới của Apu) vào năm 1959. Các nhà phê bình Robin Wood và Aparna Sen nhận thấy đây là thành tựu tối cao của bộ ba phim. Ray đã giới thiệu hai diễn viên yêu thích của mình, Soumitra Chatterjee và Sharmila Tagore, trong bộ phim này. Nó mở ra với cảnh Apu sống trong một ngôi nhà ở Calcutta trong tình trạng cận nghèo. Anh ta vướng vào một cuộc hôn nhân bất thường với Aparna. Những cảnh chung sống của họ tạo thành "một trong những mô tả kinh điển của điện ảnh về cuộc sống hôn nhân."  Họ phải chịu đựng bi kịch. Sau khi Apur Sansar bị một nhà phê bình người Bengali chỉ trích gay gắt, Ray đã viết một bài báo bảo vệ nó. Ông hiếm khi trả lời các nhà phê bình trong sự nghiệp làm phim của mình, nhưng sau đó cũng bảo vệ bộ phim Charulata, bộ phim yêu thích của mình.
Ray đã viết hồi ký của mình trong quá trình quay Bộ ba Apu, bộ phim đã được xuất bản với tên My Years with Apu: A Memoir.
Những thành công trong phim của Ray ảnh hưởng rất ít đến cuộc sống cá nhân của anh trong những năm tới. Anh tiếp tục sống với vợ con trong một căn nhà thuê, với mẹ, chú và các thành viên khác trong đại gia đình của anh.

### TừDeviđếnCharulata(1959–64)

Ravi Shankar tại một cuộc thảo luận với. Tia Satayajit về âm thanh trong phim Pather Panchali (1955)

Trong thời kỳ này, Ray đã sáng tác các bộ phim về thời kỳ Raj thuộc Anh (chẳng hạn như Devi), một bộ phim tài liệu về Tagore, một bộ phim truyện tranh (Mahapurush) và bộ phim đầu tiên của ông từ một kịch bản gốc ('Kanchenjungha'). Ông cũng đã thực hiện một loạt các bộ phim, cùng với nhau, được các nhà phê bình coi là một trong những chân dung cảm nhận sâu sắc nhất về phụ nữ Ấn Độ trên màn ảnh.
Sau Apur Sansar, Ray tiếp tục làm phim Devi (The Goddess), một bộ phim trong đó ông mô tả những mê tín dị đoan trong xã hội Hindu. Sharmila Tagore đóng vai Doyamoyee, một người vợ trẻ được cha chồng tôn sùng. Ray lo lắng rằng hội đồng kiểm duyệt có thể chặn phim của ông, hoặc ít nhất là khiến ông phải cắt phim, nhưng Devi đã được tha. Năm 1961, trước sự kiên quyết của Thủ tướng Jawaharlal Nehru, Ray được giao thực hiện một bộ phim tài liệu về Rabindranath Tagore, nhân dịp 100 năm ngày sinh của nhà thơ này, để tưởng nhớ người có khả năng ảnh hưởng lớn nhất đến Ray. Do hạn chế về cảnh quay của Tagore, Ray phải đối mặt với thách thức làm một bộ phim chủ yếu là vật liệu tĩnh. Ông nói rằng việc này làm ông mất nhiều công sức như làm ba bộ phim truyện.
Cùng năm đó, cùng với Subhas Mukhopadhyay và những người khác, Ray đã hồi sinh Sandesh, tạp chí dành cho trẻ em mà ông của Ray đã thành lập. Ray đã tiết kiệm tiền trong vài năm để biến điều này thành hiện thực. Tính hai mặt trong tên gọi (Sandesh vừa có nghĩa là "tin tức" trong tiếng Bengali và cũng là một món tráng miệng phổ biến có vị ngọt) đã tạo nên một sắc thái của tạp chí (cả giáo dục và giải trí). Ray bắt đầu vẽ minh họa cho nó, cũng như viết truyện và tiểu luận cho trẻ em. Viết lách trở thành nguồn thu nhập chính của ông.
Năm 1962, Ray đạo diễn phim Kanchenjungha. Dựa trên kịch bản gốc đầu tiên của ông, đây là bộ phim đầu tiên của ông thực hiện có màu. Phim kể về một gia đình thượng lưu dành một buổi chiều ở Darjeeling, một thị trấn trên đồi đẹp như tranh vẽ ở Tây Bengal. Họ cố gắng sắp xếp việc đính hôn của con gái út với một kỹ sư được trả lương cao, được đào tạo ở London. Lần đầu tiên ông dự định quay bộ phim trong một dinh thự lớn, nhưng sau đó quyết định quay bộ phim ở một thị trấn trên đồi nổi tiếng. Ray sử dụng nhiều sắc thái của ánh sáng và sương mù để phản ánh sự căng thẳng trong bộ phim. Ray lưu ý rằng mặc dù kịch bản của ông cho phép quay trong bất kỳ điều kiện ánh sáng nào, nhưng một nhóm làm phim thương mại có mặt cùng thời điểm ở Darjeeling đã không thể quay một cảnh duy nhất, vì họ chỉ muốn làm như vậy khi có nắng.
Vào những năm sáu mươi, Ray đến thăm Nhật Bản và đặc biệt vui mừng được gặp nhà làm phim Akira Kurosawa, người mà ông rất kính trọng. Khi ở nhà, thỉnh thoảng Ray sẽ tạm rời xa cuộc sống bận rộn của thành phố bằng cách đến những nơi như Darjeeling hoặc Puri để hoàn thành một kịch bản một cách cô lập.
Năm 1964, Ray làm phim Charulata (Người vợ cô đơn); nó là đỉnh cao của giai đoạn sự nghiệp này, và được nhiều nhà phê bình coi là bộ phim thành công nhất của ông. Dựa trên " Nastanirh " (Tổ bị vỡ), một truyện ngắn của Tagore, bộ phim kể về một người vợ cô đơn, Charu, ở Bengal thế kỷ 19, và tình cảm ngày càng lớn của cô dành cho người anh rể Amal. Các nhà phê bình đã gọi đây là kiệt tác mang tính Mozart của Ray. Ray nói rằng bộ phim có ít sai sót nhất trong số các tác phẩm của mình, và đó là tác phẩm duy nhất của ông mà nếu có cơ hội làm lại, thì ông vẫn sẽ thực hiện y như vậy. Charulata đã đem tới cho Ray giải Đạo diễn xuất sắc nhất tại Liên hoan phim Berlin. Diễn xuất của Madhabi Mukherjee trong vai Charu, và cả Subrata Mitra và Bansi Chandragupta trong phim đều được đánh giá cao. Các bộ phim khác trong giai đoạn này bao gồm Mahanagar (Thành phố lớn), Teen Kanya (Ba cô gái người Dau), Abhijan (The Expedition ), Kapurush (Thằng hèn) và Mahapurush (Holy Man ).

### Hướng đi mới (1965–82)

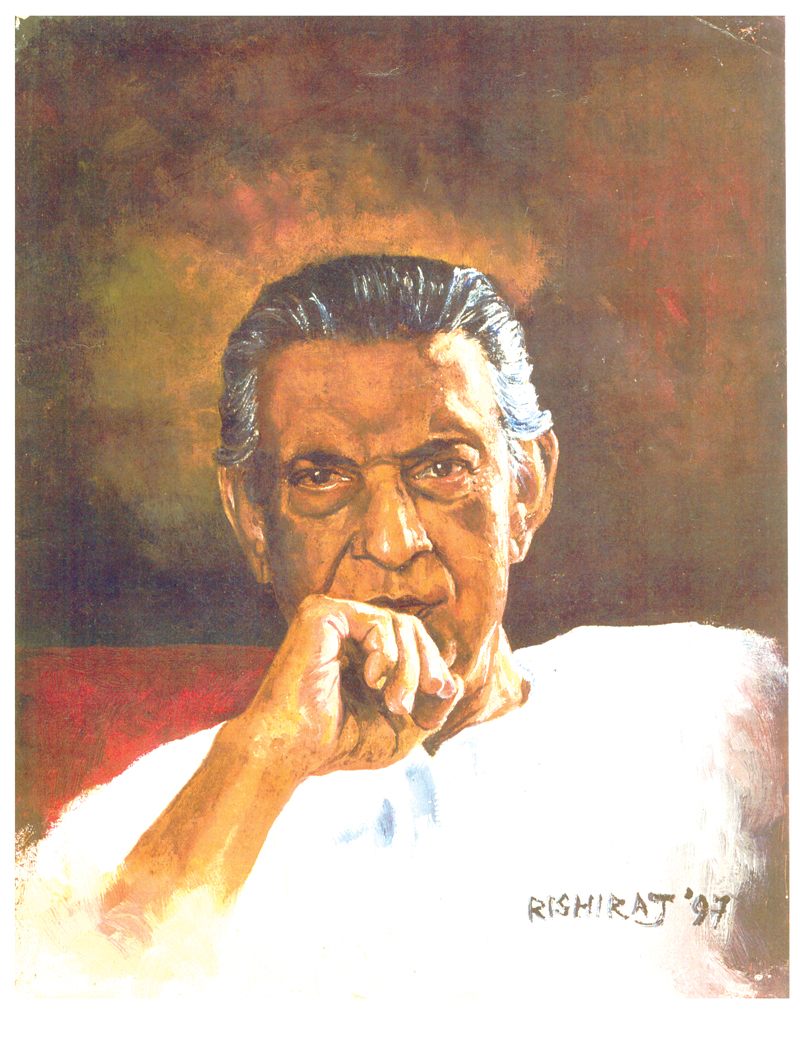
Một bức tranh của Ray

Trong thời kỳ hậu Charulata, Ray tham gia vào các dự án ngày càng đa dạng, từ giả tưởng đến khoa học viễn tưởng, phim trinh thám đến phim cổ trang. Ray cũng đã thực hiện những thử nghiệm chính thức đáng kể trong thời kỳ này. Ông thể hiện những vấn đề đương đại của cuộc sống Ấn Độ, đáp lại sự thiếu hụt về những vấn đề này trong các bộ phim của anh. Bộ phim chính đầu tiên trong giai đoạn này là Nayak (The Hero ), câu chuyện về một anh hùng màn ảnh đi trên một chuyến tàu và gặp một nữ nhà báo trẻ tuổi, đồng cảm. Với sự tham gia của Uttam Kumar và Sharmila Tagore, trong hai mươi bốn giờ của cuộc hành trình, bộ phim khám phá mâu thuẫn nội tâm của thần tượng matinée dường như rất thành công. Mặc dù bộ phim đã nhận được "Giải thưởng phê bình" tại Liên hoan phim Quốc tế Berlin, nhưng nó vẫn có một sự đón nhận chung khá im lặng.
Năm 1967, Ray viết kịch bản cho bộ phim mang tên Người ngoài hành tinh, dựa trên truyện ngắn "Bankubabur Bandhu" ("Bạn của Banku Babu"), được ông viết vào năm 1962 cho Sandesh, tạp chí của gia đình Ray. Columbia Pictures là nhà sản xuất cho kế hoạch hợp tác Hoa Kỳ-Ấn Độ, và Marlon Brando và Peter Sellers được chọn làm diễn viên chính. Ray thấy rằng kịch bản của mình đã được đăng ký bản quyền và khoản phí bị chiếm đoạt bởi Michael Wilson. Ban đầu Wilson đã tiếp cận Ray thông qua người bạn chung của họ, Arthur C. Clarke, để đại diện cho anh ta ở Hollywood. Wilson đã đăng ký bản quyền kịch bản cho Mike Wilson & Satyajit Ray, mặc dù Wilson chỉ đóng góp một từ. Ray sau đó nói rằng ông chưa bao giờ nhận được một xu nào cho kịch bản. Sau khi Brando bỏ dự án, dự án đã cố gắng thay thế anh bằng James Coburn, nhưng Ray vỡ mộng và quay trở lại Calcutta. Columbia đã bày tỏ quan tâm đến việc hồi sinh dự án nhiều lần trong những năm 1970 và 1980, nhưng không có kết quả gì. Khi ET được phát hành vào năm 1982, Clarke và Ray nhìn thấy những điểm tương đồng trong phim với kịch bản Alien trước đó của Ray. Ray cho rằng bộ phim này đã đạo văn kịch bản của ông. Ray nói rằng bộ phim của Steven Spielberg "sẽ không thể thực hiện được nếu không có kịch bản 'Người ngoài hành tinh' của tôi có mặt trên khắp nước Mỹ dưới dạng các bản sao được dựng lại". Spielberg phủ nhận mọi hành vi đạo văn bằng cách nói, "Tôi là một đứa trẻ học trung học khi kịch bản này được lưu hành ở Hollywood." (Spielberg thực sự tốt nghiệp trung học năm 1965 và phát hành bộ phim đầu tiên của mình vào năm 1968). Bên cạnh The Alien, hai dự án chưa thực hiện khác mà Ray dự định chỉ đạo là chuyển thể từ sử thi Ấn Độ cổ đại, Mahābhārata và tiểu thuyết A Passage to India năm 1924 của EM Forster. Năm 1969, Ray phát hành bộ phim thành công nhất về mặt thương mại của ông. Dựa trên một câu chuyện dành cho trẻ em được viết bởi ông nội của anh, Goopy Gyne Bagha Byne (Cuộc phiêu lưu của Goopy và Bagha ), đây là một bộ phim giả tưởng âm nhạc. Ca sĩ Goopy và tay trống Bagha, được Vua của những hồn ma ban tặng ba món quà, bắt đầu một cuộc hành trình tuyệt vời. Họ cố gắng ngăn chặn một cuộc chiến sắp xảy ra giữa hai vương quốc láng giềng. Trong số các công việc kinh doanh đắt hàng nhất của ông, dự án phim gặp khó khăn về vốn. Ray đã từ bỏ mong muốn quay phim này với màu, khi ông từ chối một lời đề nghị có thể buộc ông phải chọn một diễn viên phim tiếng Hindi nào đó vào vai chính.
Ray đã làm một bộ phim chuyển thể từ tiểu thuyết của nhà thơ và nhà văn trẻ Sunil Gangopadhyay. Với cấu trúc mô típ âm nhạc được đánh giá là phức tạp hơn Charulata, Aranyer Din Ratri (Days and Nights in the Forest) kể về bốn thanh niên thành thị đi nghỉ trong rừng. Họ cố gắng bỏ lại cuộc sống thường ngày của mình. Tất cả, trừ một người trong số họ tham gia vào các cuộc gặp gỡ với phụ nữ, điều này trở thành một nghiên cứu sâu sắc về tầng lớp trung lưu Ấn Độ. Theo Robin Wood, "một đoạn phim duy nhất [của bộ phim] ... sẽ cung cấp tài liệu cho một bài luận ngắn".
Sau Aranyer Din Ratri, Ray đề cập đến cuộc sống của người Bengali đương đại. Ông đã hoàn thành bộ ba phim Calcutta : Pratidwandi (1970), Seemabaddha (1971), và Jana Aranya (1975), ba bộ phim được hình thành riêng biệt nhưng có các mối liên hệ theo chủ đề. Pratidwandi (The Adversary) kể về một thanh niên tốt nghiệp theo chủ nghĩa lý tưởng; nếu vỡ mộng ở cuối phim, anh ta vẫn không bị gián đoạn. Jana Aranya (The Middleman) cho thấy một người đàn ông trẻ tuổi chấp nhận văn hóa tham nhũng để kiếm sống. Seemabaddha (Company Limited) miêu tả một người đàn ông đã thành công từ bỏ đạo đức của mình để đạt được nhiều lợi ích hơn. Trong bộ phim đầu tiên, Pratidwandi, Ray giới thiệu một phong cách tường thuật hình elip mới, chẳng hạn như các cảnh trong âm bản, chuỗi giấc mơ và hồi tưởng đột ngột. Trong những năm 1970, Ray chuyển thể hai câu chuyện nổi tiếng của mình thành phim trinh thám. Mặc dù chủ yếu đề cập đến trẻ em và thanh niên, cả Sonar Kella (Pháo đài vàng) và Joi Baba Felunath (Thần voi) đều có được nhiều người hâm mộ.
Ray đã cân nhắc làm một bộ phim về Chiến tranh Giải phóng Bangladesh nhưng sau đó từ bỏ ý định này. Ông nói rằng, với tư cách là một nhà làm phim, ông quan tâm nhiều hơn đến cuộc sống của những người tị nạn chứ không phải chính trị. Năm 1977, Ray hoàn thành Shatranj Ke Khilari (Những người chơi cờ ), một bộ phim Hindustani dựa trên một truyện ngắn của Munshi Premchand. Phim lấy bối cảnh ở Lucknow thuộc bang Oudh, một năm trước cuộc nổi dậy năm 1857 của người da đỏ. Là một bài bình luận về các vấn đề liên quan đến sự đô hộ của Ấn Độ bởi người Anh, đây là phim truyện đầu tiên của Ray bằng một ngôn ngữ khác ngoài tiếng Bengali. Đây là bộ phim đắt giá và quy tụ nhiều ngôi sao nhất của anh, có sự tham gia của Sanjeev Kumar, Saeed Jaffrey, Amjad Khan, Shabana Azmi, Victor Bannerjee và Richard Attenborough.
Năm 1980, Ray làm phần tiếp theo của Goopy Gyne Bagha Byne, một Hirak Rajar Deshe (Vương quốc kim cương) có phần chính trị. Vương quốc của Vua kim cương độc ác, hay Hirok Raj, là ám chỉ đến Ấn Độ trong thời kỳ khẩn cấp của Indira Gandhi. Cùng với bộ phim ngắn nổi tiếng Pikoo (Nhật ký của Pikoo) và bộ phim tiếng Hindi dài một giờ, Sadgati, đây là đỉnh cao của các tác phẩm của ông trong thời kỳ này.

## Giai đoạn cuối (1983–92)

Satyajit Ray trở thành người Ấn Độ đầu tiên nhận được Giải thưởng Oscar danh dự vào năm 1992.

Năm 1983, khi đang làm việc trên Ghare Baire (Home and the World), Ray bị đau tim; nó sẽ hạn chế nghiêm trọng năng suất của ông trong 9 năm còn lại của cuộc đời. Ghare Baire được hoàn thành vào năm 1984 với sự giúp đỡ của con trai Ray (người đã vận hành máy ảnh từ đó trở đi) vì tình trạng sức khỏe của ông. Ông đã muốn quay cuốn tiểu thuyết Tagore này về sự nguy hiểm của chủ nghĩa dân tộc nhiệt thành trong một thời gian dài và viết bản thảo kịch bản đầu tiên cho nó vào những năm 1940. Bất chấp những thời gian vất vả do bệnh của Ray, bộ phim đã nhận được một số lời khen từ giới phê bình. Nụ hôn đầu tiên được thể hiện đầy đủ trong các bộ phim của Ray. Năm 1987, Ray đã khôi phục được một phần phong độ trong bộ phim Shakha Proshakha (Những nhánh cây) năm 1990 của anh. Trong đó, một ông già, người đã sống lương thiện, đến tìm hiểu về hành vi đồi bại của ba người con trai của mình. Cảnh cuối cho thấy người cha chỉ tìm thấy niềm an ủi khi có sự đồng hành của cậu con trai thứ tư, người không bị suy nhược nhưng bị bệnh tâm thần do chấn thương đầu trong khi anh đi học ở Anh. Bộ phim cuối cùng của Ray, Agantuk (The Stranger ), có tâm trạng nhẹ nhàng hơn nhưng không theo chủ đề. Khi một người chú đã mất từ lâu đến thăm cháu gái của mình ở Calcutta, ông đã làm dấy lên nghi ngờ về động cơ của mình. Điều này tạo ra những câu hỏi sâu xa trong phim về nền văn minh.
Năm 1992, sức khỏe của Ray giảm sút do biến chứng tim. Ông được đưa vào bệnh viện nhưng không bao giờ hồi phục. Viện Hàn lâm Khoa học và Nghệ thuật Điện ảnh Mỹ trao cho ông Giải thưởng Viện Hàn lâm Danh dự. Ray là người Ấn Độ đầu tiên và duy nhất nhận được vinh dự này. Hai mươi bốn ngày trước khi qua đời, Ray đã nhận giải thưởng do Audrey Hepburn trao tặng qua liên kết video trong tình trạng ốm nặng, gọi đây là "Thành tích xuất sắc nhất trong sự nghiệp làm phim của [ông]."  Ông mất ngày 23 tháng 4 năm 1992, 9 ngày trước sinh nhật lần thứ 71 của mình.

## Phong cách làm phim và ảnh hưởng
Ray, theo chính ông nói, trong tiềm thức đã tỏ lòng biết ơn Jean Renoir trong suốt sự nghiệp sáng tạo của mình, người đã ảnh hưởng đến ông nhiều nhất. Ông cũng thừa nhận De Sica, người mà Ray cho là đại diện cho chủ nghĩa Tân hiện thực của Ý, đã dạy ông cách nhồi nhét các chi tiết điện ảnh vào một cảnh quay duy nhất, và sử dụng các diễn viên nghiệp dư. Anh thừa nhận đã học kỹ năng làm điện ảnh từ các bậc thầy Old Hollywood như John Ford, Billy Wilder và Ernst Lubitsch. Ông có sự tôn trọng và ngưỡng mộ sâu sắc đối với những người cùng thời là Akira Kurosawa và Ingmar Bergman, những người mà ông coi là những người khổng lồ. Trong số những người khác, anh ta đã học được cách sử dụng các cảnh quay đóng băng từ Truffaut và các cú nhảy cắt và phân phối mờ dần và tan biến từ Godard. Dù rất ngưỡng mộ pha "cách mạng" đầu tiên của Godard, nhưng giai đoạn sau hoàn toàn cảm thấy như "xa lạ" với anh. Ông vô cùng ngưỡng mộ người đồng cấp của mình là Michelangelo Antonioni, nhưng lại ghét Blow-Up của ông, tác phẩm mà ông cho là có "rất ít chuyển động bên trong". Ông cũng coi Stanley Kubrick là một "kỹ thuật viên siêu việt".
Mặc dù Ray đã tuyên bố rằng có rất ít ảnh hưởng từ Sergei Eisenstein, nhưng những bộ phim như Pather Panchali, Aparajito, Charulata và Sadgati có những cảnh cho thấy việc sử dụng kỹ xảo dựng phim. Một bức tranh của Eisenstein vẫn được treo trong phòng vẽ của ông.
Cấu trúc tường thuật trong các bộ phim của Ray có sự tương đồng mạnh mẽ với các hình thức âm nhạc như sonata, fugue và rondo. Kanchenjunga, Nayak và Aranyer Din Ratri là những ví dụ về cấu trúc tường thuật âm nhạc này. Theo cách nói của Ray, "Phim, giống như nhạc do phương Tây sáng tác, tồn tại như một khuôn mẫu không thể linh hoạt theo thời gian."
Ray coi việc viết kịch bản là một phần không thể thiếu trong chỉ đạo làm phim. Ban đầu ông từ chối làm phim bằng bất kỳ ngôn ngữ nào khác ngoài tiếng Bengali. Trong hai bộ phim truyện không phải tiếng Bengali của mình, ông đã viết kịch bản bằng tiếng Anh; các dịch giả đã dịch nó sang tiếng Hindustani dưới sự giám sát của Ray. Con mắt của Ray về chi tiết đã phù hợp với giám đốc nghệ thuật Bansi Chandragupta của ông. Ảnh hưởng của Ray  đối với những bộ phim đầu tiên quan trọng đến mức Ray luôn viết kịch bản bằng tiếng Anh trước khi tạo ra phiên bản tiếng Bengali, để những người không phải là người Bengali Chandragupta có thể đọc được. Kỹ xảo của Subrata Mitra đã nhận được nhiều lời khen ngợi về kỹ thuật quay phim của Ray. Một số nhà phê bình cho rằng việc Mitra rời đoàn phim của Ray đã làm giảm chất lượng quay phim trong các phần phim sau. Mitra đã ngừng làm việc cho Ray sau Nayak. Mitra đã phát triển "dội sáng", một kỹ thuật phản chiếu ánh sáng từ vải để tạo ra ánh sáng khuếch tán, chân thực ngay trong trường quay.
Biên tập phim thường xuyên của Ray là Dulal Datta, nhưng đạo diễn thường chỉ định việc biên tập trong khi Datta thực hiện công việc thực tế. Vì lý do tài chính và sự lên kế hoạch tỉ mỉ của Ray, các bộ phim của anh hầu hết đều được cắt bằng máy quay (ngoại trừ Pather Panchali ). Khi bắt đầu sự nghiệp của mình, Ray đã làm việc với các nhạc sĩ cổ điển Ấn Độ, bao gồm Ravi Shankar, Vilayat Khan và Ali Akbar Khan. Anh nhận thấy rằng lòng trung thành đầu tiên của họ là với truyền thống âm nhạc chứ không phải phim của anh. Anh hiểu rõ hơn về các hình thức cổ điển phương Tây, mà anh muốn sử dụng cho các bộ phim của mình lấy bối cảnh đô thị. Bắt đầu với Teen Kanya, Ray bắt đầu soạn nhạc cho riêng mình.
Ông sử dụng các diễn viên có hoàn cảnh khác nhau, từ những ngôi sao điện ảnh nổi tiếng đến những người chưa bao giờ xem phim (như trong Aparajito ). Robin Wood và những người khác đã ca ngợi ông là đạo diễn xuất sắc nhất về trẻ em, chỉ ra những màn trình diễn đáng nhớ trong các vai Apu và Durga (Pather Panchali), Ratan (Postmaster) và Mukul (Sonar Kella). Tùy thuộc vào tài năng hoặc kinh nghiệm của diễn viên, Ray thay đổi cường độ chỉ đạo của mình, từ hầu như không giống với các diễn viên như Utpal Dutt, đến sử dụng diễn viên làm con rối (Subir Banerjee trong vai Apu thời trẻ hoặc Sharmila Tagore trong vai Aparna). Các diễn viên từng làm việc cho Ray ca ngợi sự tin tưởng thông thường của anh ta nhưng nói rằng anh ta cũng có thể coi thường sự bất tài bằng sự khinh miệt hoàn toàn. Với sự ngưỡng mộ đầy ngưỡng mộ về phong cách điện ảnh và kỹ xảo hoàn hảo của mình, Giám đốc Học viện Điện ảnh Anh Roger Manvell đã nói: "Với phong cách hạn chế mà ông ấy đã áp dụng, Ray đã trở thành một bậc thầy về kỹ thuật. Ông lấy thời gian của mình từ bản chất của con người và môi trường của họ; máy ảnh của anh ta là người quan sát có ý định, không phô trương các phản ứng; sự chỉnh sửa của ông là sự chuyển đổi kín đáo, tiết kiệm từ giá trị này sang giá trị tiếp theo. " Mặc dù là một kỹ thuật viên bậc thầy và một thợ thủ công tuyệt vời, Ray luôn cho rằng cuộc sống là nguồn cảm hứng tốt nhất cho một phương tiện phổ biến như điện ảnh. Nói theo cách riêng của Ray, "Đối với một phương tiện phổ biến, loại cảm hứng tốt nhất nên bắt nguồn từ cuộc sống và có nguồn gốc từ nó. Không có chất đánh bóng kỹ thuật nào có thể bù đắp cho sự giả tạo của chủ đề và sự thiếu trung thực trong cách xử lý."